# Amt Hameln
Das Amt Hameln war ein historisches Verwaltungsgebiet des Königreichs Hannover bzw. der preußischen Provinz Hannover mit Sitz in Hameln.

## Geschichte
Das Amt wurde erst 1823 durch die Vereinigung der Ämter Aerzen und Lachem mit der Stadtvogtei Hameln gebildet. 1852 wurde es um die Gemeinden Afferde, Groß und Klein Hilligsfeld, Rohrsen, Holtensen, Unsen und Welliehausen des Amts Springe vergrößert. Ebenso kam die Gemeinde Tündern vom Amt Grohnde an Hameln. 1854 wurde ein Amt Aerzen wieder ausgegliedert und verselbständigt. 1859 wurde das Amt Hameln mit den Ämtern Aerzen, dem aufgehobenen Amt Grohnde sowie den Gemeinden Behrensen und Diedersen des Amts Coppenbrügge vereinigt. Ab 1867 bildete es mit den Ämtern Lauenstein und Polle sowie des amtsfreien Städten Bodenwerder und Hameln den Steuerkreis Hameln. Im Zuge der Einführung der Kreisverfassung (1885) wurde es mit Teilen des Amts Lauenstein und den Städten Bodenwerder und Hameln zum Kreis Hameln zusammengeschlossen.

## Umfang
Bei seiner Aufhebung (1885) umfasste das Amt folgende Gemeinden:
| - Aerzen (++) - Afferde - Amelgatzen (++) - Behrensen (#) - Bessinghausen (+) - Börry (+) - Brockensen (+) - Dehmke (++) - Dehmkerbrock (*) - Dehrenberg (++) - Deitlevsen (++) - Diedersen (#) - Egge (*) - Emmern (**) | - Esperde (+) - Frenke (+) - Gellersen (++) - Grießem (++) - Grohnde (+) - Groß Berkel (++) - Groß Hilligsfeld - Grupenhagen (++) - Hämelschenburg (++) - Hagenohsen (**) - Hajen (+) - Havestorf (*) - Hastenbeck - Haverbeck | - Helpensen - Hemeringen (*) - Herkendorf (*) - Holtensen - Kirchohsen (**) - Klein Berkel - Klein Hilligsfeld - Königsförde (++) - Laatzen (++) - Lachem (*) - Latferde (+) - Lüntorf (+) - Multhöpen (++) - Ohr | - Posteholz - Reher (++) - Reinerbeck (++) - Rohrsen - Schwöbber (++) - Selxen (++) - Tündern (**) - Unsen - Völkerhausen (**) - Voremberg (+) - Wehrbergen - Welliehausen - Welsede (++) |

(*) aus dem ehemaligen Amt Lachem; (**) aus dem ehemaligen Amt Ohsen; (+) aus dem ehemaligen Amt Grohnde; (++) Aus dem ehemaligen Amt Aerzen; (#) aus dem ehemaligen Amt Coppenbrügge
- Karte mit allen verlinkten Seiten:
- OSM |
- WikiMap

## Amtmänner
- Ende 16. Jh.: Heinrich Lorleberg
- 1823–1835: Just Henning Stephan Böhmer, Amtmann
- 1837–1859: Christoph von Kaufmann, Amtmann
- 1859–1861: Hermann Heinrich Ludwig Rotermund, Oberamtmann
- 1862–1883: August Meyer, Amtmann, ab 1868 Kreishauptmann